# Palladiumfilm
Palladiumfilm var ett svenskt filmproduktionsbolag i Göteborg

## Filmproduktioner
- 1920 – Skomakarprinsen
- 1920 – Kärlek och björnjakt
- 1920 – En hustru till låns
- 1920 – Flickorna i Åre
- 1921 – Elisabet
- 1921 – Silkesstrumpan
- 1921 – Fru Mariannes friare
- 1921 – Landsvägsriddare
- 1921 – Kärlek och hypnotism
- 1922 – Lord Saviles brott
- 1922 – Ödets redskap
- 1922 - En minnesdag i Göteborgs sjöfartshistoria
- 1928 - Kring blånande Medelhav
- 1930 - Regattadagar